# Csiszár Imre (matematikus)
Csiszár Imre (Miskolc, 1938. február 7. –) Széchenyi-díjas magyar matematikus, egyetemi tanár, a Magyar Tudományos Akadémia rendes tagja. Az információelmélet és alkalmazásai területének neves kutatója. 1998 és 2004 között a Bolyai János Matematikai Társulat elnöke.

## Életpályája
1956-ban érettségizett, majd felvették az Eötvös Loránd Tudományegyetem matematika–alkalmazott matematika szakára, ahol 1961-ben szerzett matematikus és tanári diplomát. Ennek megszerzése után az MTA Matematikai Kutatóintézetében (ma: MTA Rényi Alfréd Matematikai Kutatóintézet) kapott állást. 1968-ban az információelméleti csoport vezetőjévé nevezték ki, később az információelméleti osztály vezetője lett. 1991-ben kutatóprofesszori megbízást kapott az intézetben. Az osztályt 2008-ig vezette.
Intézeti munkája mellett két egyetemen is oktatott: 1978-ban az Eötvös Loránd Tudományegyetem Matematikai Intézete, illetve 1995-től a Budapesti Műszaki Egyetem (BME, 2000-től Budapesti Műszaki és Gazdaságtudományi Egyetem) másodállású egyetemi tanárává nevezték ki. 2008-ban a BME-n professor emeritusi címet kapott. Számos külföldi intézményben volt vendégprofesszor: Amerikai Katolikus Egyetem (1970), Stanford Egyetem (1982), Virginiai Egyetem (1985–1986), Marylandi Egyetem (1986, 1991), Leuveni Katolikus Egyetem (1996). 1999 és 2002 között Széchenyi professzori ösztöndíjjal kutatott.
1967-ben védte meg a matematikai tudományok kandidátusi, 1977-ben akadémiai doktori értekezését. A Matematikai Bizottság tagja lett. 1990-ben megválasztották a Magyar Tudományos Akadémia levelező, 1995-ben pedig rendes tagjává. 1995 és 2000 között az MTA Doktori Tanácsának tagja volt. 1998-ban megválasztották a Bolyai János Matematikai Társulat elnökévé, amely tudományos társaságot 2004-ig vezetett. Az Alkalmazott Matematikai Lapok, az Acta Mathematica Hungarica és a Studia Scientiarum Mathematicarum Hungarica szerkesztőbizottságában vesz részt.

## Munkássága
Kutatási területe az információelmélet és annak valószínűségszámítási, matematikai statisztikai alkalmazásai. A magyarországi információelméleti iskola egyik megalapítója.
Három matematikai tárgyú könyv szerzője. Erdős-száma 1.

## Díjai, elismerései
- Grünwald Géza-díj (1964)
- Akadémiai Díj (1988)
- Claude E. Shannon-díj (1996)
- Szele Tibor-emlékérem (2003)
- Bolzano-érem (Cseh Tudományos Akadémia, 2006)
- Széchenyi-díj (2007)
- Richard W. Hamming-érem (2015)

## Főbb publikációi
- Information-Type Measures of Difference of Probability Distributions and Indirect Observations (1967)
- I-Divergence Geometry of Probability Distributions and Minimizations Problems (1975)
- Information Theory. Coding Theorems for Discrete Memoryless Systems (Körner Jánossal, Probability and Mathematical Statistics. Academic Press, New York–London, 1981. ISBN 0121984508)
- Why Least Squares and Maximum Entropy? An Axiomatic Approach to Linear Inverse Problems (1991)
- Lineáris inverz problémák logikailag konzisztens megoldási módszerei (1992)
- Common Randomness Ininformation Theory and Cryptography (1993, 1998)
- Közös véletlen, titkosság, identifikáció (1996)
- Information Theory and Statistics: A Tutorial (Paul Shieldsszel, 2004)